# Dekarbonizacja
Dekarbonizacja – proces polegający na usuwaniu z wody uzdatnianej węglanów, czyli pozbycia się zasadowości.
Dekarbonizacja wody wapnem – jest to metoda zmiękczania wody polegająca na usuwaniu z niej twardości węglanowej w wyniku wytrącania trudno rozpuszczalnych związków wapnia oraz częściowo magnezu. Uzyskuje się to dawkując do wody wapno w postaci mleka lub wody wapiennej. 